# هند أبي اللمع
هند أبي اللمع (20 نوفمبر 1943 - 3 أكتوبر 1990)، ممثلة لبنانية، لقبت بالأميرة.

## نبذة
ولدت في 20 تشرين الثاني 1943 أي قبل يومين فقط من نيل لبنان استقلاله، والدها هو الأمير محمود أبي اللمع المتحدّر من سلالة الأمراء اللمعيّين، ووالدتها نجلاء الراسي من بلدة الشيخ طابا في عكار.
بعد وفاة والدها، تزوجت والدتها من خليل أبو الروس، وأنجبت منه ثلاثة أولاد: ليلى، سليم، وطوني. تلقت هند دراستها في مدرسة «زهرة الإحسان» وكان أستاذها جورج جرداق الذي لقّبها: «بلوطة تشرين» لأنها كانت قوية كالبلوطة. فازت بلقب ملكة سينا دوريان وعمرها 17 ربيعاً.

## نشاطها الفني
بدأت نشاطها التمثيلي في المدرسة وفي الثامنة عشرة من عمرها رفضت الاشتراك في بطولة فيلم «الأجنحة المتكسرة» باعتبارها تنحدر من سلالة الأمراء اللمعيّين.
بدأت مسيرتها الفنية عام 1964 وعملت كمساعدة مخرج. وفي العام 1970 قامت بأول عمل فني تمثيلي في مسلسل «الغروب» بعد تخرجها من الجامعة اليسوعية (إجازة في السياسة والاقتصاد) بعد زواجها من المخرج أنطوان ريمي.
بعدها قامت ببطولة مسلسل «السراب» و«حول غرفتي» و«عازف الليل» و«الأسيرة» و«العقرب» و «ديالا» و«الانتظار» و«لا تقولي وداعاً» و«المعلمة والأستاذ»، والعمل الأخير «هنادي». وكان أحب الأعمال إلى قلبها دورها في مسلسل «ديالا».
اشتهرت بطبيعتها الشرسة والمزاجية، وعندما اشتركت ببطولة مسلسل العقرب تأليف أنطوان أفرام كانت تردد: «حد العقرب لا تقرب».
في لندن مثلت في مسلسل «الكوخ القديم» الرومانسي الاجتماعي. ولعبت فيه دور شخصيتين ومسلسل «لا تقولي وداعاً» و«الضياع» مثلت دور شخصية رهيبة.إتسمت حياتها بالتشاؤم ووصفت بالمتطرفة بكل شيء. وكانت تتمنى لو خلقت رجلاً. ولا تحب الزواج لأنه مسؤولية كبرى وجسيمة خاصة في لبنان. وتعتبر أنها خلقت لتكون ممثلة أو مذيعة ربط برامج.
لقاء هند بالمخرج أنطوان ريمي لقاء حاسم في حياة الثنائي الفني والعاطفي. فقد أحب طوني هند فتزوجها واقتحمت عالم التمثيل عام 1970 في مسلسل غروب المأخوذ عن قصة «ذهب مع الريح» فتوالت عليها العروض إلى جانب عبد المجيد مجذوب واشتهرت بعفويتها في أدوارها.
مثّلت دور البطولة في مسلسل «لا تقولي وداعاً»، ولعبت دور الفتاة المريضة بداء القلب. وكانت المصادفة غريبة إذ أن هند بدأت فعلاً تعاني من متاعب شديدة من عملية التنفس. ومثلت دور البطولة في مسلسل «هنادي» وتوقفت بسبب تدهور صحتها. وسافرت إلى لندن للعلاج. وحذرها الأطباء بسبب ضعف عضلات القلب.
عندما نزلت إلى حلبة التلفزيون لم يكن في الميدان غير نهى الخطيب وجان دارك أبو زيد ومي عبد الساتر زوجة كميل منسى سابقاً وأمل اليافي. ثم شقّت بوجهها الجميل طريقها نحو النجومية وكانت أول امرأة تمارس الإخراج التلفزيوني.
«عازف الليل» مع عبد المجيد مجذوب كان تأشيرة دخول إلى النجومية.وخريف 1983 لعبت دور «مي زيادة» في مسلسل الشاطئ البعيد. وبطولة فيلم «مطلقة ورجل غريب» مع إبراهيم مرعشلي وهو أول عمل سينمائي لها. شركة «مترو غولدين ماير» السينمائية رشحتها لبطولة مسلسل «ذهب مع الريح» وطلبت من أحمد العشي كتابة المسلسل مع متغيرات جذرية على أحداث الرواية. والفنانة التي تحمل لقب أميرة هي أميرة جبل لبنان. وقد لعب إلياس الحاج دوراً كبيراً في إقناع والدتها للدخول إلى عالم التمثيل. وكانت يومذاك خطيبة غير رسمية لأنطوان ريمي وقبل أن تتزوج عام 1964 وتصبح أماً لولدين هما «ساسين وربيع». وكان زوجها يعاملها كالوردة وعيناها بارقتان بألاف النجوم.
كانت البلاغة الأدبية والأدائية تواكبها في مسيرتها الفنية لاسيما بمسلسل «المعلمة والأستاذ» مع إبراهيم مرعشلي.

## وفاتها
توفيت فجر يوم 3 أكتوبر 1990 إثر أزمة قلبيّة وفارقت الحياة على فراشها. دفنت في مدافن بلدة كفرحاتا بجوار كنيسة مار ماما (زغرتا).

## أعمالها

### مسلسلات تلفزيونية
- غروب (1970)
- السراب (1972)
- حول غرفتي (1973)
- آلو حياتي (1974)
- الأسيرة (1976)
- عازف الليل( 1975)
- العقرب (1977)
- ديالا (1977)
- الانتظار (1979)
- لا تقولي وداعاً (1982)
- المعلمة والأستاذ (1984)
- هنادي (1985)

## روابط خارجية
- هند أبي اللمع على موقع قاعدة بيانات الأفلام العربية
- هند ابي اللمع أكبر من الاستقلال بيومين!
- فيلم «الأميرة» وثائقي قصير عن حياة النجمة الراحلة هند أبي اللمع